# Überländ (Gemeinde Schönbach)
Überländ ist eine Streusiedlung in der Marktgemeinde Schönbach im Bezirk Zwettl in Niederösterreich.
Die Ortslage liegt südlich von Schönbach und ist von dort über einen Güterweg von Reitern zum Weichselbaumhof und dem Güterweg zwischen Dorfstadt und Saggraben führt, erschlossen, 2025 hatte er 2 offizielle Wohnadressen.

## Geschichte
Die Ortslage wird im Eintrag der Josephinischen Fassion aus Jahre 1786/87 als Überländhof der der Herrschaft Pöggstall unterstellt war genannt.
In Folge der Theresianischen Reformen wurde der Ort dem Kreis Ober-Manhartsberg unterstellt und nach dem Umbruch 1848 war er bis 1867 dem Amtsbezirk Ottenschlag zugeteilt.
Die Streusiedlung entstand offiziell erst nach 1910 im Rahmen der Volkszählung in Österreich-Ungarn 1910, im Amtskalender von 1915 wird sie bereits als Überländhof (Einzelne Häuser) genannt, im Amtskalender 1911 fehlt sie jedoch noch. Zwischen 1932 und 1937 kommt es dann zur Umbenennung auf den heutigen Namen.